# Belmont (condado de Belknap)
Belmont es un lugar designado por el censo ubicado en el condado de Belknap en el estado estadounidense de Nuevo Hampshire. En el Censo de 2010 tenía una población de 1.301 habitantes y una densidad poblacional de 395,22 personas por km².

## Geografía
Belmont se encuentra ubicado en las coordenadas 43°26′24″N 71°28′44″O / 43.44000, -71.47889. Según la Oficina del Censo de los Estados Unidos, Belmont tiene una superficie total de 3.29 km², de la cual 3.26 km² corresponden a tierra firme y (1.02%) 0.03 km² es agua.

## Demografía
Según el censo de 2010, había 1.301 personas residiendo en Belmont. La densidad de población era de 395,22 hab./km². De los 1.301 habitantes, Belmont estaba compuesto por el 96.08% blancos, el 0.61% eran afroamericanos, el 0.08% eran amerindios, el 0.54% eran asiáticos, el 0% eran isleños del Pacífico, el 0.23% eran de otras razas y el 2.46% pertenecían a dos o más razas. Del total de la población el 1.54% eran hispanos o latinos de cualquier raza.